# Citroën C25
De Citroën C25 is een grote bestelwagen van Citroën die door Sevel Sud werd geproduceerd van 1981 tot 1993. De wagen is vrijwel identiek aan de Peugeot J5, FIAT Ducato I, Alfa Romeo AR35 en de Talbot Express.
Er zijn drie verschillende fronten voor de C25 van Citroën gemaakt, de eerste twee op de eerste versie, de laatste aanpassing kwam voort uit de versie vanaf de verlaagde schuinafvallende zijruiten. Op de foto hiernaast ziet men de tweede versie van het front.